# タイニーゼビウス
『タイニーゼビウス』 (Tiny XEVIOUS) は、ナムコ製作のアーケードゲーム『ゼビウス』の移植作品のなかで、その名前の利用を許諾しなかったものの一部に付けられたものである。1984年にPC-6001向けに制作されたコンピュータゲームと、1986年に雑誌掲載されたMZ-700用のものがある。前者の発売元はマイコンソフト（電波新聞社）で、後にmkIIの名前が付いた後継製品が発売された。後者の掲載先はOh!MZである。

## 概要
当時、アーケードゲームとして人気を博していた『ゼビウス』のパーソナルコンピュータへの移植作としては、PC-6001版が最も早く完成した。作者は当時中学生だった松島徹であり、電波新聞社にプロトタイプを投稿したところ、マイコンソフトの藤岡忠の目に止まり、製品化された。
しかし、128×192ドット、4色表示というPC-6001のハードウェアに当時のアーケードゲームを忠実に移植する事は困難であり、実際完成したものは登場キャラクターと面数に関してはアーケード版とほぼ同じであるものの、ビジュアル、面の構成、キャラクターの動きなどの点で忠実な移植とは言えなかった。そのため、ナムコはゲームのタイトルに『ゼビウス』の名を用いる事を許可せず、『タイニーゼビウス』という名称となった。メディアはカセットテープのみ。
オリジナル版との違い
- マップが全く異なる。
- ギドスパリオ、テラジ、ガルザカート、ドモグラム、ボザログラムが登場しない。
- ソルが勝手に出現する。
- アンドアジェネシスのアルゴが破壊できない。
- スペシャルフラッグが登場しない。
- ザカートが敵弾(スパリオ)と同じグラフィックで、扱いも弾と同じ。
- ザカートは登場後、テレポートで消滅しない。

### タイニーゼビウス for MZ-700
1986年、雑誌『Oh!MZ』の11月号に掲載されたMZ-700用の『ゼビウス』。同作の作者である古籏一浩は当時高校生であり、1984年に発表されたPC-6001版に触発される形で制作した。なお、マップなどはオリジナルをベースに構築されている。
当初は電波新聞社へ投稿の形で数度持ち込まれたが音沙汰が無かった。そのため、Oh!MZ編集部へ版権の問題があるため「投稿ではない」と明示して投稿。後日連絡があり、当時のOh!MZ編集長が実機を持ち込みの上ナムコを説得し、ライセンス料を支払うことで掲載が実現している。なお、電波新聞社への投稿時にはdempaと書かれていた部分が、掲載版ではOh!MZと変更されている。
MZ-700の後継機であるMZ-1500で動作させた場合、MZ-700とのアッパーコンパチを維持しつつステレオに拡張された回路構成の都合で音の出力が片側からとなる。
グラフィック画面を持たないMZ-700の、40文字×25文字・8色表示のテキスト画面でテキストキャラのみを用いて動作する。BGMと効果音は単音となっている。キャラクターや面の構成はアーケード版を踏襲しているが、ザカートなど一部のキャラクタが存在しない。また、ソルの本数もアーケード版と異なり多くなっている。地上マップは、面の前半部分はアーケード版に忠実だが、後半はメモリ制限のためやや圧縮された形になっている。
これを機に同誌では旬を過ぎたハードウェアであるMZ-700の扱いが見直され、時期を考えれば多数のプログラムの掲載や試み、特集が組まれることとなる。

## 続編・その他

### タイニーゼビウス mkII
PC-6001mkII用に移植されたもの。ハードウェア性能が向上したことで、画面解像度が倍加した。マップや登場する敵キャラも原作を再現するようになり、よりアーケード版に近い内容となっているが、グラフィックの粗雑さは全面的な改善には至らないため「タイニー」は付いたままとなった。プログラムは前作と同じく松島徹。メディアはカセットテープとフロッピーディスク。